# Macromitrium adelphinum
Macromitrium adelphinum là một loài rêu trong họ Orthotrichaceae. Loài này được Cardot mô tả khoa học đầu tiên năm 1915.